# Sferna krivulja
Sferna krivulja je tista krivulja, ki leži na sferi. Kot primere sfernih krivulj lahko navedemo Seifertovo spiralo in sferno vijačnico in sferno spiralo.  

## Vir
Kot vir je bil uporabljen članek na MathWorld.